# کوشورکی (شهرستان مونگکی)
کوشورکی (به لهستانی:  Kosiorki) یک روستا در لهستان است که در گمینا مونگکی واقع شده‌است.
 کوشورکی  ۱۱۰ نفر جمعیت دارد.